# Singe-araignée à tête brune
Ateles fusciceps
Espèce
Statut de conservation UICN

 EN A2cd : En danger
Statut CITES
Le Singe-araignée à tête brune ou Atèle à tête brune (Ateles fusciceps) est un singe sud-américain (Colombie, Équateur, Panama) essentiellement arboricole. Il se nourrit de fruits, de feuilles mais aussi, exceptionnellement, d'œufs ou d'insectes.

## Description
- Taille du corps et de la tête : 39 à 53 cm
- Taille de la queue : 71 à 85 cm[2]
- Poids : 5 à 8 kg
- Longévité : 25 ans (40 ans en parc zoologique)

## Menaces
Ateles fusciceps est menacé par la chasse et par la destruction et la fragmentation des forêts (il traverse difficilement les milieux découverts et artificiels comme les routes par exemple). La sous-espèce Ateles fusciceps fusciceps a été incluse en 2006, 2012, 2014 et 2016 dans la liste des 25 espèces de primates les plus menacées au monde.
Il est en 2020 notamment menacé par l'un des nombreux projets d'exploitation minière concernant des aires protégées abritant cette espèce en Equateur (Reserva Biologica Los Cedros),.

## Liste des sous-espèces
Selon la troisième édition de Mammal Species of the World de 2005 :
- Ateles fusciceps fusciceps Gray, 1866 -  En danger critique
- Ateles fusciceps rufiventris Sclater, 1872 -  Vulnérable